# Mariana Avena
Mariana Avena, egentligen Elsa Susana Avena, född 4 augusti 1955 i Buenos Aires, Argentina, död 25 mars 2016 i São Paulo, Brasilien, var en argentinsk sångerska i genrerna tango, latinamerikansk musik och jazz.

## Biografi
Mariana Avena föddes i stadsdelen (barrio) Palermo i nordöstra Buenos Aires till en familj av tango-musiker. Hennes farfar spelade bandoneon i orkestrarna ledda av Juan Maglio (mest känd under sitt artistnamn Pacho; 1880–1934) och Osvaldo Fresedo (1897–1984). Hennes farbror Osvaldo Avena (1921–2002) var en känd gitarrist och kompositör. Sedan barndomen har hon bevittnat familjemedlemmarnas konsertövningar. I detta sammanhang undervisades hon av sin farfar att spela bandoneon.
Det uppges att hon tidigt bestämt sig för att bli musiker. Vid 17 års ålder började hon sin karriär tillsammans med poeten Héctor Negro (1934–2015), med vilken hon verkade på flera framträdanden med tango och poesi. Hennes hem var en mötesplats för konstnärer, poeter och kompositörer, så att hon redan som mycket ung musiker kom i kontakt med personligheter som folksångerskan Mercedes Sosa (1935–2009), tangosångerskan Susana Rinaldi (1935– ), sångerskan och låtskriverskan María Isabel Granda Larco (mest känd under sitt artistnamn Chabuca Granda; 1920–1983), sångarna och kompositörerna Pablo Milanés (1943– ) och José Ángel Amato (verksam under artistnamnet José Ángel Trelles; 1944– ), poeterna Armando Tejada Gómez (1929–1992) eller Hamlet Lima Quintana (egentligen Hamlet Romeo Lima; 1923–2002).
Hennes sångkvalitéer upptäcktes år 1980 på den då ännu existerande Teatro Odeón i Buenos Aires av den i Brasilien bosatte argentinske impressarion Enrique Berguenfeld, som erbjöd henne rollen som frontkvinna och huvudsångerska i ”Raíces de América” (Amerikas rötter), det vid denna tid mest ansedda bandet i genren latinamerikansk musik i Brasilien. Mariana Avena bosatte sig i Brasilien, där hon kom att stanna livet ut, och uppträdde med gruppen på de stora scenerna i São Paulo och Brasiliens storstäder. Vid några särskilda tillfällen uppträdde Mariana Avena tillsammans med den berömda argentinska folksångerskan Mercedes Sosa som gruppens gästartist, bl. a. på Teatro Procópio Ferreira i São Paulo, vilket med tanke på Sosas engagemang mot den argentinska militärdiktaturen uppfattades som ett politiskt ställningstagande. Mariana Avena turnerade med ”Raíces de América” (och senare med gruppen ”Tarancón”) ända till hon bestämde sig för att satsa på en solokarriär, då hon i gruppen ersattes av den brasilianska sångerskan Miriam Miràh. Hennes stora framgångar som artist i Brasilien måste – förutom hennes framträdande sångprestationer – tillskrivas den av publiken vida uppskattade mästerlighet, med vilken hon anammade brasiliansk portugisiska som språket för sina sång- och dikttolkningar.
Som soloartist förde turnéerna henne i första hand till spanskspråkiga länder som Ecuador, Argentina, Chile och Spanien. Det artistiska genombrottet i Europa ägde emellertid rum i Frankrike, där den franske musikern och musikterapeuten Patrick Berthelon valde henne som representant för den latinamerikanska musiken vid École d’Orly i Dijon, vilket ledde till bejublade framträdanden i Paris, Nice och Lyon.  Själv brukade hon poängtera vikten av sitt deltagande, tillsammans med bandet ”Sexteto Tango”, i tangofestivalen ”Tangomarkkinat” i Seinäjoki, Finland, i juli 2000 inför 120 000 åskådare.
År 2003 arrangerade hon showen ”Tango con Mariana” (Tango med Mariana) vid Teatro Alfa i São Paulo, som senare blev en stor framgång i hela Brasilien. Året därpå producerade hon showen ”¡Tango Total! Con Mariana Avena”, som lanserades i São Paulo och med vilken hon gjorde en världsturné med framträdanden i USA, Europa och Japan.
Mariana Avenas klangfulla mezzosopran öppnade för möjligheter att bredda repertoaren utöver genrerna tango och latinamerikansk musik. I den senare delen av sin karriär närmade hon sig jazzmusiken. Framträdandena med jazzpianisten Mario Parmisano (1960– ) kännetecknades av personliga tolkningar, ofta framförda på spanska med det i Buenos Aires förhärskande uttalet (”Río de la Plata-spanska”). Ett exempel är den kända sången ”Guantanamera”, vilken hon framförde i en tolkning med delvis egna versrader. Det mindre, intimare scenformatet underströk hennes i det tidigare samarbetet med Mercedes Sosa uppövade förmåga till korta verbala instick mellan sångerna, som skulle förmedla musikalisk kunskap eller mana till eftertanke kring en viss text- eller melodislinga, något som publiken kom att gilla, exempelvis vid framförandet av sången ”No Soy de Aquí Ni Soy de Allá” (Jag är inte härifrån, ej heller där bortifrån) från hennes inspelning ”Joyas de Mi País” (Juveler från mitt land).
Mariana Avena var gift med Alberto Rewako, som också var hennes manager. Hon hade dottern Mariana Melissa Avena från ett tidigare förhållande.

## Diskografi
Mariana Avenas diskografi omfattar tio produktioner med drygt 100 inspelade låtar inom genrerna tango, latinamerikansk musik och jazz:
- Mariana Avena canta Mercedes Sosa (2014)

- Joyas de Mi País (2012)
  1. No Soy de Aquí Ni Soy de Allá
  2. Milonga para una Calle
  3. La Voz de Buenos Aires
  4. Lo Hicieron para Mí
  5. A un Semejante
  6. Tanta Ida y Tanta Vuelta
  7. Los Pájaros Perdidos
  8. El Corazón al Sur
  9. Milonga del Trovador
  10. Siempre Se Vuelve a Buenos Aires
  11. Adiós Nonino
  12. Oscura de Piel Besada
  13. Vuelvo al Sur
  14. Con las Alas del Alma

- Voltando As Raízes (2012)

- Entre Nosotros (på vissa håll även marknadsförd under titeln “Mariana Avena: Tangos for Export”) (1998)
  1. Para Bailarlo Juntos
  2. El Día que me Quieras
  3. Milonga Sentimental
  4. Uno
  5. Magdalena Trenzas Largas
  6. Balada para un Loco
  7. Cambalache
  8. Milonga para Santiago
  9. Sur
  10. Milonga del Casamiento

- Mariana Avena canta Tangos Novos  (1995)

- Outras Músicas cantadas por Mariana Avena

- Mariana Avena canta Tangos Fundamentales

- Fruto do Suor (1982; grammofonskiva)
  - A-sidan
    1. Pedro Nadie
    2. O Que Será
    3. Pajarito Gorrión
    4. El Guitarrero
    5. Charanguito

  - B-sidan
    1. Fruto do Suor
    2. Angelitos Negros
    3. Cancion Con Todos
    4. Soy Loco Por Ti América
    5. Cancion Por La Unidad Latino-Americana

- Raíces de América – Volume II (1981; grammofonskiva)
  - A-sidan
    1. Triunfo De La Esperanza
    2. Los Hermanos
    3. Borracho Me Voy
    4. Volver A Los 17
    5. Fantasía Andina
    6. Abracadabra

  - B-sidan
    1. Cristalina
    2. Zamba Para Desandar Caminos
    3. Guajira Para La Esperanza De América
    4. El Cantar Tiene Sentido
    5. Pássaro Cativo
    6. La Ciudad

- Raíces de América (1980; grammofonskiva)
  - A-sidan
    1. Los Pueblos Americanos
    2. Zamba De Las Tolderías
    3. Trecho Do Poema “Canto Geral”
    4. Cantor De Oficio
    5. La Carta
    6. Plegaria Por Victor Jara
    7. La Telesita
    8. El Condor Pasa

  - B-sidan
    1. Guantanamera
    2. Los Ejes De Mi Carreta
    3. Los Caminos
    4. Trecho Do Poema “Há Uma Criança Na Rua”
    5. Negrita Martina
    6. Disparada